# Bosnia ed Erzegovina ai XIX Giochi olimpici invernali
La Bosnia ed Erzegovina partecipò ai XIX Giochi olimpici invernali, svoltisi a Salt Lake City, Stati Uniti, dall'8 al 24 febbraio 2002, con una delegazione di due atleti impegnati in una disciplina.